# Китенска река
Китенска река (или Орляшка река, до 1 април 1980 г. Караагач, Брястовица) е река в Югоизточна България, област Бургас – общини Малко Търново, Царево и Приморско, вливаща се в залива Караагач на Черно море. Дължината ѝ е 30,5 km (по други данни 36 km).
Китенска река води началото си под името Стара Визица от странджанския рид Босна, от 331 m н.в., на около 400 m североизточно от връх Демира (424 m). Почти по цялото си протежение (с изключение на най-долното си течение) протича в дълбока и залесена долина. В началото тече на изток, в средното си течение, където се нарича Орляшка река – на североизток, а в най-долното си течение, след устието на левия си приток Узунчаирска река – отново на изток, вече под името Китенска река. Влива се в югоизточната част на залива Караагач, на Черно море, на около 800 m южно от град Китен. При устието си образува дълбок лиман, който на места достига до 11 – 14 m дълбочина.
Площта на водосборния басейн на Китенска река е 182 km2, като границите на водосборния ѝ басейн са следните:
- на север и запад – с водосборния басейн на Дяволска река;
- на югозапад и юг, по билото на рида Босна – с водосборния басейн на река Велека;
- на изток – с водосборните басейни на малки и къси реки, вливащи се директно в Черно море.

Основни притоци: → ляв приток, ← десен приток
- → Тиклешка река
- → Илиева река
- ← Трионска река
- → Узунчаирска река (най-голям приток)

Реката е с ясно изразен зимен максимум – януари и февруари и летен минимум – август, като често пресъхва в средното течение.
По течението на реката няма населени места.
Китенска река е изключително богата на риба и редки растителни и животински видове. Протича през карстов район, което е причина за загубата на вода в речното си корито.

## Топографска карта
- Лист от карта K-35-68. Мащаб: 1 : 100 000.